# Atargatis Corona
L'Atargatis Corona è una struttura geologica della superficie di Venere.